# カナダ特殊作戦軍
カナダ特殊作戦軍（カナダとくしゅさくせんぐん、英: Canadian Special Operations Forces Command、CANSOFCOM）は、カナダ軍の組織。同軍の特殊作戦の統括司令部である。

## 編成
- 統合タスクフォース2（JTF-2）
- カナダ特殊作戦連隊（英語版）（CSOR）
- 第427特殊作戦機飛行隊（英語版）（SOAS）
- カナダ合同事故対応ユニット（英語版）（CJIRU）
- カナダ特殊作戦訓練センター（CSOTC）